# 岐阜東通り
岐阜東通り（ぎふひがしどおり）とは、岐阜県岐阜市東部を南北に結ぶ通りである。岐阜県道1号岐阜南濃線の一部と岐阜県道・愛知県道14号岐阜稲沢線の一部が該当する。

## 区間
- 岐阜市金園町（岐阜県道1号岐阜南濃線、国道248号交点）～岐阜市東川手（国道21号下川手インターチェンジ）
  - 岐阜市金園町～城東通3丁目が「岐阜県道1号岐阜南濃線」、城東通3丁目～下川手インターチェンジが「岐阜県道・愛知県道14号岐阜稲沢線」に該当する。
  - 途中、名鉄各務原線、JR高山線、JR東海道本線名鉄本線が横切り、通過に非常に時間が掛かる。ただし、JR高山線は、JR東海道本線高架により解消された。
  - 旧国道２２号線である。

## 沿線
- 岐阜合同庁舎
- 岐阜市立白山小学校
- 岐阜市立華陽小学校
- 岐阜大学教育学部附属小学校
- 岐阜大学教育学部附属中学校
- 加納駅
- 茶所駅
- 新荒田川
- 加納城址
- 済美高等学校
- 川手城址

## 別名
- 城東通り
- 旧国道22号

## その他
- 加納城の東にあることから、地名も城東通りとなっている地区もある。
- 一部区間は、旧国道22号に該当する。